# Sin (Gott)
Sin ist in der mesopotamischen Mythologie der Gott des Mondes und gilt als akkadisches Äquivalent des sumerischen Mondgottes Nanna. Er ist der erstgeborene Sohn von Enlil und Ninlil, sowie auch der Vater der astralen Gottheiten Šamaš (Sonne) und Ištar (Venus). Zu seinen beiden Hauptkultzentren gehörten Harran im Norden und Ur im Süden Mesopotamiens. Sein bekanntestes Heiligtum ist die Zikkurat in Ur.

## Darstellung
Die Erscheinungsformen waren vielfältig und wechselten im Laufe der Zeit. Das Attribut des Mondgottes Sin ist der waagerechte Halbmond. Daraus hatte sich die Vorstellung entwickelt, dass „Nanna-Sin“ mit einem Boot über den Himmel fährt. Dies hatte wohl mit der Tatsache zu tun, dass die Mondsichel im Orient waagerecht über den Himmel zieht und Ähnlichkeit mit einem Boot aufweist. Des Weiteren betrachtete man die Mondsichel auch als Hörner des Himmelsstieres oder als Bogen.
Folgende Szene kommt ab dem 3. Jahrtausend v. Chr. öfter auf Rollsiegelbildern vor: Zu sehen ist ein Gott mit Hörnerkrone, dem Symbol der Göttlichkeit. Er wird sitzend auf einem Thron mit dem sichelförmigen Mond über seinem Kopf oder stehend in einem sichelförmigen Boot dargestellt.
In seinen Händen hält er eine Mondsichel und ein Paddel oder einen menschlichen Kopf. Attribute wie die Mondsichelstandarte bzw. der Mondsichel sowie auch der Stier und die Keule sind in späterer Zeit sichere Hinweise auf den Mondgott.

## Kult
Sin genoss in vielen Städten Südmesopotamiens, wie z. B. Babylon und Nippur, kultische Verehrung. Sein Hauptkultort befand sich in der Stadt Ur, wo sein Hauptheiligtum Ekišnugal stand. Hier wurde Sin bereits seit der frühsumerischen Zeit unter dem Namen Nanna verehrt. Die Rolle der sogenannten En-Priesterinnen des Mondgottes war nur Königstöchtern vorbehalten, darunter Sargons Tochter Enḫeduanna, die als erste Priesterin dieses Amt bekleidete.
Im nordmesopotamischen Harran entstand später mit dem Haupttempel Eḫulḫul ein weiteres Kultzentrum. Der Mondgott von Harran ((DEUS)LUNA+Mì-sa, (DEUS) hà+ra/i-na, ha+ra/i-na-wa/i-ni-sa(URBS)) wird auch in luwischen Inschriften oft angerufen, beispielsweise in der späthethitischen Felsinschrift von Karaburna.
Der Mondgott hatte außerdem Bedeutung im altsüdarabischen Hadramaut im heutigen Jemen, wo er ebenfalls unter dem Namen Sin verehrt worden ist. Ansonsten entsprach er den dortigen Mondgottheiten Almaqah in Saba, Wadd in Ma'in und Amm in Qataban. Da Sin auf Münzen häufig als Adler und damit als Sonnentier dargestellt wurde, besteht Unsicherheit, ob er nicht als Sonnengott zu betrachten ist.

## Mythen

### Sin und Gi-Sin
Nach einem assyrischen Mythos verliebte sich Sin in die Kuh Gi-Sin. Er gab ihr Wasser, weidete sie auf grüner Aue in frischem Gras und beschlief sie in der Gestalt eines Bullen. Als die Kuh niederkam, hatte sie extreme Geburtsbeschwerden, das Kalb steckte fest („Die Tür war verschlossen, der Riegel war vorgeschoben“) und die Kuh wandt sich in Schmerzen und war dem Tode nahe. Sin sandte zwei der Töchter Ans zur Erde nieder, um ihr beizustehen. Die eine trug das Wasser der Geburt (Fruchtwasser), die andere trug Öl in einem Krug und das Wasser der Geburt. Sin salbte die Stirn der Kuh mit dem Öl und besprenkelte ihren gesamten Körper mit dem Fruchtwasser, und die Kuh konnte normal entbinden. Dieser Mythos wurde wohl rezitiert, wenn eine Frau Schwierigkeiten bei der Geburt hatte: so wie Gi-Sin eine normale Niederkunft gehabt hatte, so sollte auch die junge Frau eine normale Niederkunft haben.
Weitere Fassungen dieses Mythos sind von etwa 1300 v. Chr. aus Ḫattuša (KUB 4 13) und einer mittelassyrischen Tontafel (Rm 376) überliefert. Weitere, jüngere Fassungen stammen aus Aššur (KAR 196 = BAM 248) und Ninive (revers K 2413, AMT 67 Nr. 1, obvers BAM, K 82 10, K 3485+10443).